# Portlaw
Portlaw (iriska: Port Lách) är en ort i republiken Irland.   Den ligger i grevskapet Waterford och provinsen Munster, i den sydöstra delen av landet, 140 km sydväst om huvudstaden Dublin. Portlaw ligger 22 meter över havet och antalet invånare är 1 696.
Terrängen runt Portlaw är platt söderut, men norrut är den kuperad. Runt Portlaw är det ganska glesbefolkat, med 36 invånare per kvadratkilometer. Närmaste större samhälle är Waterford, 14,6 km öster om Portlaw. Trakten runt Portlaw består i huvudsak av gräsmarker.